# Japanolaccophilus nipponensis
Japanolaccophilus nipponensis es una especie de coleópteros adéfagos  perteneciente a la familia Dytiscidae. Es la única especie del género Japanolaccophilus.